# Manfred Püchel
Manfred Püchel (* 20. Mai 1951 in Etgersleben bei Magdeburg) ist ein deutscher Politiker (SPD). Er war von 1990 bis 2011 Mitglied des Landtages von Sachsen-Anhalt und von 1994 bis 2002 Innenminister von Sachsen-Anhalt.

## Ausbildung
Nach dem Abitur studierte Püchel Chemie und promovierte 1978 zum Dr. rer. nat. Als Chemiker arbeitete er bis 1992 in einem Krankenhaus als Laborleiter.

## Öffentliche Ämter
1990 wurde er in den Landtag von Sachsen-Anhalt gewählt, dem er bis 2011 ohne Unterbrechung angehörte. Nach der Landtagswahl 1994 und der Regierungsübernahme von Reinhard Höppner wurde Püchel zum Innenminister des Landes Sachsen-Anhalt berufen (Kabinett Höppner I). Nach der Wahl 1998 wurde er im Amt bestätigt (Kabinett Höppner II). Nachdem Justizministerin Karin Schubert im Januar 2002 von Berlins Regierendem Bürgermeister Klaus Wowereit zur Justizsenatorin berufen worden war, übernahm Püchel zusätzlich das Justizressort und verblieb in beiden Ämtern bis zum Regierungswechsel im Jahre 2002. Nach der Regierungsübernahme von Wolfgang Böhmer übernahm Püchel den Fraktionsvorsitz seiner Partei im Landtag. Dieses Amt übte er bis zum 18. Juni 2004 aus. Nachfolger im Fraktionsvorsitz wurde der bisherige parlamentarische Geschäftsführer der SPD, Jens Bullerjahn.

## Partei
Püchel war von 1974 bis 1989, nach anderen Angaben von 1974 bis 1982 und wieder 1986 bis 1989 Mitglied der DDR-Blockpartei DBD. Nach der Wende trat er 1990 in die SPD ein. Bereits im selben Jahr wurde er in den Bezirksvorstand der SPD Magdeburg gewählt und war 1990 SPD-Kreisvorsitzender in Staßfurt, von 1993 bis 2002 übte er dieses Amt im Landkreis Aschersleben-Staßfurt erneut aus. Seit 1992 gehört er dem Landesvorstand an, war von 2000 bis 2002 stellvertretender Landesvorsitzender und von Mai 2002 bis Juni 2004 Landesvorsitzender der SPD in Sachsen-Anhalt. Am 18. Juni 2004 legte er seine Ämter aus gesundheitlichen Gründen nieder. Von 2003 bis 2005 war er Mitglied des SPD-Bundesvorstandes.

## Ehrungen
Am 21. Dezember 2022 wurde Püchel mit dem Verdienstorden des Landes Sachsen-Anhalt geehrt.